# شجاعة أخلاقية
الشجاعة الأخلاقية هي الشجاعة لاتخاذ أعمال أخلاقية رغم خطورة النتائج السلبية.
تحتاج إلى شجاعة أخلاقية غندما تتخذ قرارات وأعمال ويكون لدى المرء شك أو مخاوف بشأن العواقب. ولذلك فإن الشجاعة الأخلاقية تنطوي على المداولات أو التفكير المتأني. وهي تختلف عن المنعكسات والتعصب العقائدي، حيث تبنى هذه الأفعال على التهور العاطفي وليس عن قناعة أخلاقية.
تتطلب الشجاعة الأخلاقية قوة في الجسد لتحمل العواقب الجسمانية أو أي خطر جسدي أخر.
تعتبر الحركة الحداثية الشجاعة الأخلاقية كمثال يحتذى به.